# Рудолф II фон Щайнфурт
Рудолф II фон Щайнфурт (на немски: Rudolf II von Steinfurt; † ок. 1194) е господар на Щайнфурт.

## Произход
Той е син на Лудолф I фон Щайнфурт († ок. 1147). Брат е на Лудолф фон Щайнфурт († сл. 1189), Демут фон Щайнфурт и на Бернхард фон Щайнфурт († 1193), каноник в Мюнстер (1168 – 1193) и Хилдесхайм (1188).

## Деца
Рудолф II фон Щайнфурт има децата:
- Лудолф II фон Щайнфурт († ок. 1242), шериф на Клархолц
- ? Хайнрих фон Щайнфурт († сл. 1240)
- ? Рудолф фон Щайнфурт († сл. 1221)